# Professional'nyj Basketbol'nyj klub MBA
Il Professional'nyj Basketbol'nyj klub MBA (in russo: ПБК МБА) è una squadra russa di pallacanestro.

## Storia
La Moscovskaja basketbol'naja associacija (in russo: Московская баскетбольная ассоциация) è stata fondata nel 2013 dalla Federazione di pallacanestro di Mosca.